# 広橋伊光
広橋 伊光（ひろはし これみつ）は、江戸時代中期から後期にかけての公卿。広橋勝胤の子。官位は従一位。准大臣。広橋家23代当主。家禄は850石。

## 経歴
22代当主・広橋勝胤（恭徳院）の子として誕生。母は成瀬正幸の娘。正室は黒田継高の娘・代々姫。
尊号事件では、議奏を務めていたため罪に問われ、寛政5年（1793年）に参内20日停止となった。享和3年（1803年）から文化10年（1813年）9月まで、武家伝奏を長く務めた。法号は勁松院。日記「勁槐記」を残した。

## 系譜
- 父：広橋勝胤
- 母：成瀬正幸娘
- 正室：代々姫 - 黒田継高の十女
- 生母不明の子女
  - 男子：広橋胤定
  - 次男：竹屋光棣 - 竹屋勝孟の養子
  - 三男：交野時雍 - 交野時利の養子
  - 四男：七条信敬 - 七条隆則の養子
  - 四男：竹屋俊康 - 竹屋光棣の養子
  - 男子：南光度
  - 女子：五条為徳室
  - 女子：冷泉為起室
  - 女子：光子